# Boris Nikolajewitsch Delone

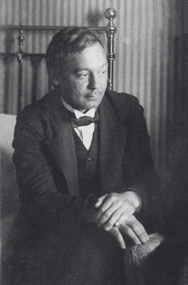
Boris Delone (1924)

Boris Nikolajewitsch Delone (russisch Борис Николаевич Делоне, * 3. Märzjul. / 15. März 1890greg. in Sankt Petersburg; † 17. Juli 1980 in Moskau; auch in der französischen Form Delaunay geschrieben) war ein sowjetischer Mathematiker. Er arbeitete auf den Gebieten der modernen Algebra, Geometrie, Geometrie der Zahlen und der mathematischen Kristallographie.

## Leben
Delone entstammte väterlicherseits dem französischen Adelsgeschlecht Delaunay. Zu seinen Vorfahren zählte auch Bernard-René Jordan de Launay, der letzte Kommandant der Bastille. Delones Vater Nikolai Borissowitsch Delone war Physiker und Mathematiker. Delone studierte 1909 bis 1913 an der Universität Kiew, wo er bei Dmitri Grawe promoviert wurde. Ab 1916 war er Dozent am Polytechnikum in Kiew und ab 1922 Professor in Leningrad. 1928 hielt er sich an den Universitäten von Berlin und Hamburg auf. Ab 1935 war er Professor in Moskau, wo er auch ab 1932 am Steklow-Institut für Mathematik war. Dort habilitierte er 1934. Ab 1929 war er korrespondierendes Mitglied der sowjetischen Akademie der Wissenschaften.
Die Delaunay-Triangulation wurde von ihm 1934 vorgestellt und erhielt ihm zu Ehren seinen Namen. Etwa 1935 fand er etwa zeitgleich mit dem deutschen Mathematiker Heinrich Heesch einen Weg, die Gesamtheit aller fundamentalen Parkette anzugeben. Delone befasste sich auch mit der Klassifikation der Raumgruppen (speziell Bravais-Gitter). Er beschäftigte sich auch mit Geometrie der Zahlen, mit nichteuklidischer Geometrie, der Theorie kubischer Binärformen, Irrationalzahlen, additiver Zahlentheorie und mit geometrischer Theorie algebraischer Gleichungen und der Galoistheorie. 1948 schrieb er ein Buch über die Entwicklung der Mathematik in Russland.
Unter den prominenten Schülern von Delone befanden sich Alexander Alexandrow (mit dem er 1934 ein Buch über mathematische Methoden der Kristallstrukturanalyse schrieb), Dmitri Faddejew und Igor Schafarewitsch.
Er war seit 1962 Mitglied der Leopoldina.
Delones Sohn war der Physiker Nikolai Borissowitsch Delone, dessen Sohn Wadim Nikolajewitsch Delone Dichter und Dissident war. Der Genetiker Lew Nikolajewitsch Delone war Delones jüngerer Bruder.

## Schriften (Auswahl)
- „Zur Bestimmung algebraischer Zahlkörper durch Kongruenzen; eine Anwendung auf die Abelschen Gleichungen.“ (1914). In: Journal für die reine und angewandte Mathematik. Band 152, 1923, S. 120–124.
- Vollständige Lösung der unbestimmten Gleichung X3q + Y3 = 1 in ganzen Zahlen. In: Mathematische Zeitschrift. Band 28, 1928, S. 1–9.
- mit Дмитрий К. Фаддеев: Теория иррациональностей третьей степени (= Труды Математического института имени В. А. Стеклова. Band 11, ISSN 0371-9685). Академия Наук СССР, Moskau u. a. 1940, (Digitalisat; englisch: The theory of the irrationalities of the third degree (= Translations of Mathematical Monographs. Band 10, ISSN 0564-1187). American Mathematical Society, Providence RI 1964).
- Neuere Darstellung der geometrischen Kristallographie. In: Zeitschrift für Kristallographie. Band 84, 1933, S. 109–149, doi:10.1524/zkri.1933.84.1.109.